# Vassunda socken
Vassunda socken i Uppland ingick i Ärlinghundra härad, ingår sedan 2003 i Knivsta kommun i Uppsala län och motsvarar från 2016 Vassunda distrikt.
Socknens areal är 52,50 kvadratkilometer, varav 31,91 land. År 2000 fanns här 761 invånare. Kyrkbyn Vassunda med sockenkyrkan Vassunda kyrka ligger i socknen. 

## Administrativ historik
Vassunda socken har medeltida ursprung. 
Vid kommunreformen 1862 övergick socknens ansvar för de kyrkliga frågorna till Vassunda församling och för de borgerliga frågorna till Vassunda landskommun. Landskommunen inkorporerades 1952 i Knivsta landskommun som 1971 uppgick i Uppsala kommun och utbröts 2003 för att uppgå i Knivsta kommun. 1971 övergick området från Stockholms län till Uppsala län.
1 januari 2016 inrättades distriktet Vassunda, med samma omfattning som församlingen hade 1999/2000.
Socknen har tillhört län, fögderier, tingslag och domsagor enligt vad som beskrivs i artikeln Ärlinghundra härad. De indelta soldaterna tillhörde Upplands regemente, Hundra Härads kompani och Sigtuna kompani, samt Livregementets dragonkår, Livskvadronenen.

## Geografi
Vassunda socken ligger norr om Sigtuna sydväst om Ekoln och med Skofjärden i väster och översta delen av Garnsviken i öster.  Socknen är en slättbygd med inslag av skogsmarker.

## Fornlämningar
Från bronsåldern finns spridda gravrösen. Från järnåldern finns 30 gravfält, och två kilometer av stensträngar. Sju runristningar har påträffats.

## Namnet
Namnet skrevs 1288 Wazsundum och innehåller vad, 'vadställe' samt sund. Namnet avsåg ett numera uppgrundat sund i närheten av kyrkan.